# Gunnar Engman
Nils Gunnar Engman, född 23 november 1929 i Nordingrå församling, Västernorrlands län, död 2014, var en svensk industriman.
Engman utexaminerades från Kungliga Tekniska högskolan 1954, var anställd av SCA 1954–1957, Marma-Långrörs AB  1957–1961, överingenjör vid Kopparfors AB 1961, verkställande direktör 1972, verkställande direktör för Bergvik och Ala AB 1977, tillhörde NCB:s koncernledning 1978, var verkställande direktör för Billerud AB 1979–1984, styrelseordförande och koncernchef för Avesta AB 1985–1987, verkställande direktör för Holmens bruk AB 1988–1989, vice verkställande direktör för Mo och Domsjö AB 1988–1991 samt därefter under några år verkställande direktör för Sveriges skogsindustriförbund. Han invaldes 1987 till ledamot av Ingenjörsvetenskapsakademien. 